# (150) Nuwa
Pour les articles homonymes, voir Nuwa.
(150) Nuwa est un astéroïde de la ceinture principale découvert par James Craig Watson le 18 octobre 1875. Il a été nommé d'après Nüwa, la déesse créatrice chinoise.

## Compléments